# Torraca
Torraca è un comune italiano di 1 218 abitanti della provincia di Salerno in Campania.

## Geografia fisica

### Territorio
Torraca è un piccolo comune situato al sud della Campania nel basso Cilento, non lontano dalla Basilicata con la quale però non confina, essendo circondato dai comuni di Casaletto Spartano, Sapri, Tortorella, Vibonati.
- Classificazione sismica: zona 2 (sismicità media), Ordinanza PCM. 3274 del 20/03/2003.

## Monumenti e luoghi d'interesse
Ha le caratteristiche di un antico borgo medievale con la presenza di un castello baronale. La costruzione di diverse chiese fa eco a una notevole religiosità avuta durante i secoli passati, tra cui spicca la chiesa madre dedicata al Santo Patrono S.Pietro Apostolo e la chiesetta situata a pochi chilometri dal paese eretta in onore di Maria SS dei Cordici. Si segnalano anche varie cappelle sparse nel piccolo centro, tra le quali la Cappella della Congrega, che affaccia nella medesima piazza della chiesa madre; la cappella di sant'Anna, poco distante; la cappella di sant'Antonio, in località san Rocco; la cappella di san Michele, nei pressi del castello baronale; la cappella dedicata alla Madonna di Loreto (ru Rito, in dialetto torrachese) in località "Salita Madonna del Rito".
Vi sono poi, fuori dall'abitato, in località san Fantino, i resti di una chiesetta un tempo intitolata a san Fantino, monaco e santo basiliano che ha operato nel Cilento. La presenza di questa importante figura testimonia come radicata sia stata la presenza dei monaci di rito greco nella Lucania costiera: il golfo di Policastro può a giusta ragione essere considerata la propaggine più estrema della regione del Mercurion, culla del monachesimo greco orientale. Testimonianza di questa influente presenza greca nella zona sono, oltre alla detta cappella, gli imponenti resti di un monastero greco che affaccia sulla baia di Sapri, a metà strada tra l'abitato di Torraca e la vicina Sapri; i resti della importante badia di San Giovanni a Piro, di cui fu abate l'illustre umanista di Tessalonica Teodoro Gaza; la chiesa della Madonna di Grottaferrata di Rofrano. Della cappella torrachese di San Fantino oggi non restano che muri spogli, dai quali si può ancora riconoscere l'abside.

## Società

### Evoluzione demografica
Abitanti censiti

## Geografia antropica

### Contrade
In base allo statuto comunale di Torraca le contrade sono:
- Broili;
- Coia;
- Cordici;
- Fenosa, 118 abitanti, 83 m s.l.m., abitato contiguo a Sapri;
- Ferrari;
- Nurriti;
- Pallarete;
- San Fantino;
- San Leonardo;
- San Martino;
- San Michele;
- Savarelli;
- Tempe;
- Torrette;
- Zaccani.

## Infrastrutture e trasporti

### Strade
- Strada provinciale 16 Innesto Statale Bussentina-Caselle in Pittari-Casaletto Spartano-Torraca-Sapri.

## Amministrazione
Sindaci
- 1945-1946: Vincenzo Gaetani
- 1946-1948: Giovanni Falci
- 1948-1953: Giovanni Falci
- 1953-1958: Pasquale Gravina
- 1958-1963: Emilio Del Duca
- 1963-1965: Emilio Del Duca
- 1965-1970: Emilio Del Duca
- 1970-1990: Raffaele Gaetani
- 1990-1999: Nicola Perazzo
- 2000-2010: Daniele Filizola
- 2010-2014: Ferdinando Ciamba
- 2014-in corso: Francesco Bianco

## Sport

### Impianti sportivi
- Kartodromo[7]
- Piscina comunale